# 세비야 미술관

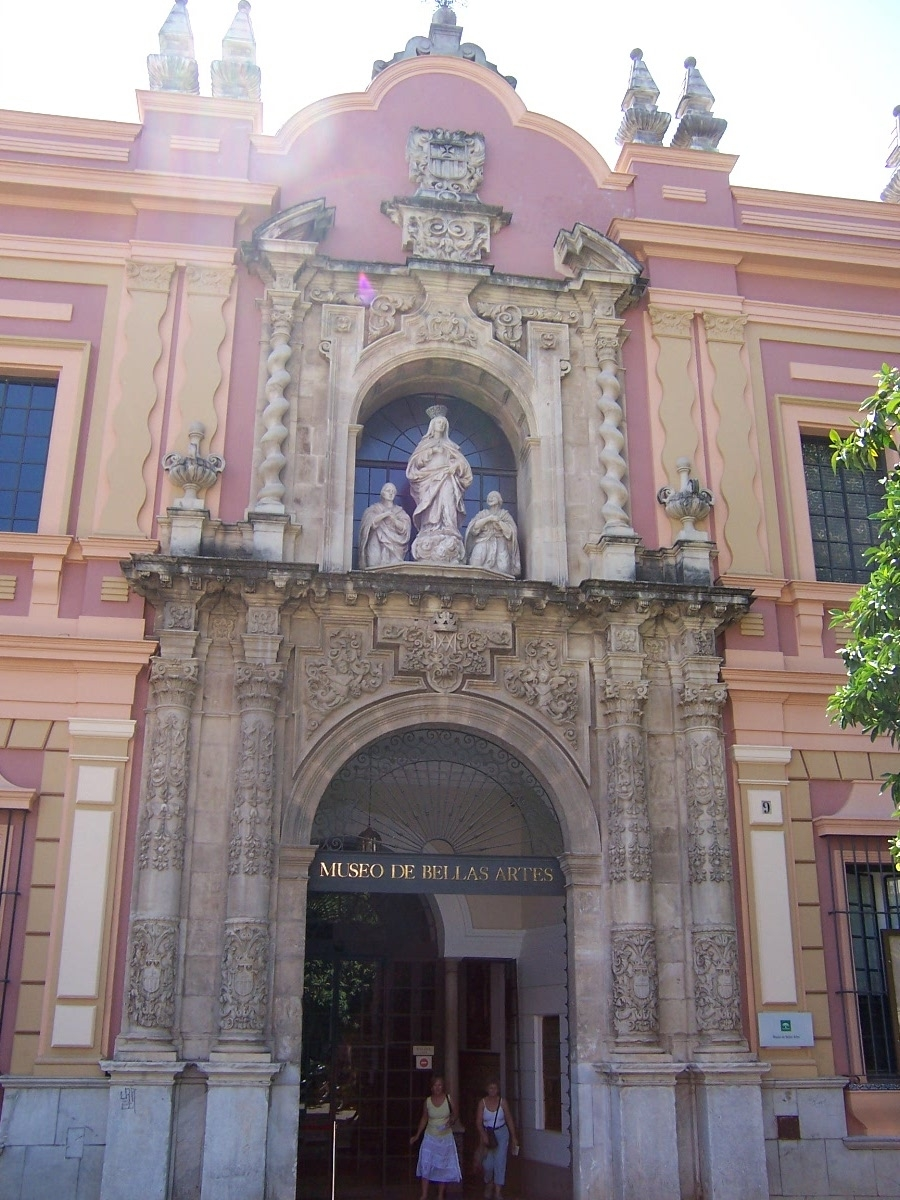
세비야 미술관

세비야 미술관(스페인어: Museo de Bellas Artes de Sevilla)은 스페인 세비야에 위치한 미술관이다.